# حمام گذر عشقعلی
حمام گذر عشقعلی مربوط به اواخر دوره قاجار است و در قم، خیابان انقلاب، کوچه عشقعلی واقع شده و این اثر در تاریخ ۱۶ شهریور ۱۳۸۳ با شمارهٔ ثبت ۱۱۰۷۸ به‌عنوان یکی از آثار ملی ایران به ثبت رسیده است.
متاسفانه پیرو عدم عملیاتی شده حمام ، به صورت کاربردی درسال های ۱۳۹۳ و همچنین واقع شدن در بافت فرسوده و تجمع معتادین و افراد بی خانمان ، محل حمام قدیمی باعث وجود مشکلات زیادی از قبیل نا امنی و سرقت های مکرر   
در منطقه شده بود ، که در سال ۱۳۹۴ و۱۳۹۵ به صورت دو فصل مجزا مورد مرمت و بازسازی توسط داود صدیق پور قرار گرفت .